# Гуано
Гуа̀ното (от кечуа: wanu – „изпражнения на морски птици“) представлява вещество, съставено от изпражнения, урина и останки от птици, прилепи и тюлени, понякога натрупвани на дадено място в продължение на хилядолетия.
Представлява ценна суровина за производството на торове за земеделието. Това е основна суровина, от която се добиват фосфати. Птичето гуано съдържа фосфорна киселина и азот, които влизат в реакция с коралите на издигащия се атол и се образува маса без цвят и миризма, в която съдържанието на фосфатите е около 85%.
Известен район за добив на гуано са о-вите Чинча, регион Ика, Перу. За тях Испания води война с бившите си колонии Перу и Чили през 1864 – 1866 г. Днес сред най-богатите находища е това в Република Науру, което вече е доста изчерпано.